# Гринуолт, Дэвид
Дэ́вид Гри́нуолт (англ. David Greenwalt, род. 16 октября 1949, Лос-Анджелес, Калифорния) — американский кинорежиссер, кинопродюсер и сценарист.
Он был одним из исполнительных продюсеров американского молодёжного телесериала «Баффи — истребительница вампиров», а также одним из создателей телесериала «Ангел» и «Лунный свет». В 2011—2017 годах занимался фэнтезийным телесериалом «Гримм», частично основанным на сказках братьев Гримм.